# E-Prospekt
Der E-Prospekt (oder auch eProspekt, häufiger digitaler Prospekt) ist die digitale Form eines Werbe-Prospekts. Der klassische Prospekt (v. lat. prospectus „Hinblick, Aussicht, Ansicht“; lat. pro-spicere „hinsehen, hinausschauen“), der meist in der Print-Version verbreitet wird, kann auch als E-Prospekt verwendet werden. Ein digitaler Prospekt kann jedoch auch komplett unabhängig von Druckerzeugnissen erstellt werden. Inhaltlich dient er wie der gedruckte Prospekt zumeist der Anpreisung aktueller Angebote oder Dienstleistungen eines Unternehmens, kann jedoch auch als reiner Image-Prospekt genutzt werden.
Meist wird der E-Prospekt als PDF-Datei hochgeladen. Um dem Nutzer ein möglichst realistisches Lese-Erlebnis zu ermöglichen, kommen sogenannte Blätter-Kataloge zum Einsatz.
Der digitale Prospekt wird immer häufiger von Einzelhändlern genutzt, da viele Verbraucher sich vor ihrem Einkauf online informieren. Neben den Webseiten der Unternehmen selbst werden E-Prospekte vorrangig auf Verbraucherportalen wie kaufda.de, marktguru.de, marktjagd.de oder meinprospekt.de veröffentlicht. Die Prospekte können sowohl auf Webseiten direkt oder häufig auch über Apps für Smartphones oder Tablets angesehen werden.

## Reichweite
Bezüglich der Reichweite geben die verschiedenen Prospekt-Portale unterschiedliche Zahlen an. Theoretisch kann allerdings jeder Verbraucher mit Internetzugang auch auf die Prospekte zugreifen. Das Portal Marktjagd spricht beispielsweise von einer potentiellen Reichweite von 47 Millionen Verbrauchern. Durch den zunehmenden Rückgang der Akzeptanz von Werbematerialien im Briefkasten (bis zu 50 Prozent Werbeverweigerer in deutschen Städten) könnte der E-Prospekt für die Verlage und Unternehmen eine sinnvolle Ergänzung des klassischen Papier-Prospekts darstellen.

## Umweltschutz-Aspekt
Als zusätzlicher Nutzen des E-Prospekts wird häufig die Papier-Ersparnis angeführt. Laut Studien werden pro Haushalt in Deutschland jährlich bis zu 30 kg Papier nur für Werbeprospekte und Anzeigenblätter aufgewendet. Dieses Papier kann theoretisch durch die reine Verwendung von E-Prospekten gespart werden.